# آنتانیماندری
آنتانیماندری (به لاتین: Antanimandry) یک منطقهٔ مسکونی در ماداگاسکار است که در ناحیه آنتسیرابه دو واقع شده‌است. آنتانیماندری ۴۲ کیلومتر مربع مساحت و ۱۲٬۷۳۶ نفر جمعیت دارد و ۱٬۵۶۹ متر بالاتر از سطح دریا واقع شده‌است.